# Tlhareseleele
Tlhareseleele è un villaggio del Botswana situato nel distretto Meridionale, sottodistretto di Barolong. Il villaggio, secondo il censimento del 2011, conta 711 abitanti.